# 美濃菊
美濃菊（みのぎく）は、キク科の1種コギクの栽培品種である。

## 歴史
古典園芸植物。江戸時代中期に各地方の権力者により保護奨励され、地域独特の品種改良が行われ現代に至る「古典菊」に分類される。主に美濃地方で発達したものであることから「美濃菊」と命名されている。優雅に広がる大輪と帆立て花弁の珍しさから全国に広まり、各地で美濃菊の展示会が行われ保存会が組織されている。また、そのイメージから日本酒などの商品名に採用される場合が多々見られる。

## 特徴
- 蓮に似た大輪。
- 広幅花弁の八重咲き。
- 帆立て花弁（花芯を囲む花弁が帆を立てている様になっている）が整然と並んでいる。

## 主な改良者
- 太田正吾（現在の岐阜県羽島市） 16歳だった明治12年、美濃に名菊をと各地の展示会を回り巡り研究。京都の一文字菊と当時の美濃菊とを交配させた新種を完成させる。亡くなる92歳までの76年の間に品種改良を繰り返し現在の美濃菊に至る。

## 主な展示会
- 羽島美濃菊展（羽島市民会館・岐阜県羽島市）
- 菊人形・菊花展（岐阜公園・岐阜県岐阜市）

## 地方公共団体の花
- 岐阜県羽島市[1]